# Tāsūleh Jān
Tāsūleh Jān (persiska: تاسوله جان, Tāsūrehjān) är en ort i Iran.   Den ligger i provinsen Kermanshah, i den västra delen av landet, 400 km väster om huvudstaden Teheran. Tāsūleh Jān ligger 1 309 meter över havet och antalet invånare är 145.
Terrängen runt Tāsūleh Jān är varierad. Runt Tāsūleh Jān är det ganska tätbefolkat, med 185 invånare per kvadratkilometer. Närmaste större samhälle är Kahrīz, 19,6 km sydost om Tāsūleh Jān. Trakten runt Tāsūleh Jān består till största delen av jordbruksmark.